# Museo Gucci
Il Museo Gucci, noto anche come Gucci Garden, è un museo della moda situato nel Tribunale della Mercanzia in Piazza della Signoria, nel centro di Firenze. Si tratta di un museo privato, gestito interamente dall'azienda che lo possiede, Gucci, che sin dalla fondazione ha deciso di devolvere la metà del ricavato dalla vendita dei biglietti alla città per il restauro delle opere d'arte locali.

## Storia
Il museo è stato inaugurato nel 2011, in occasione dei novant'anni dalla nascita del marchio a Firenze: progettato da Frida Giannini, all'epoca direttore creativo di Gucci, è stato rinnovato nel 2018 dal successore Alessandro Michele in collaborazione con il critico e fashion curator Maria Luisa Frisa. Si tratta del secondo spazio della città allestito in forma museale dedicato ad una casa di moda dopo il Museo Salvatore Ferragamo, aperto al pubblico nel 1995. La collocazione del museo non è stata scelta in modo casuale, in quanto il Palazzo della Mercanzia fu a lungo sede di un tribunale chiamato a giudicare le controversie tra i membri delle corporazioni cittadine, tra cui spiccavano quelle che riunivano i lavoratori del settore tessile, che contribuirono a rendere Firenze un importante snodo commerciale a livello europeo: il luogo rievoca quindi la lunga tradizione dell'artigianato fiorentino, in cui rientra anche Gucci, nata originariamente come valigeria e pelletteria, sottolineando così le radici fiorentine di un marchio divenuto globale. L'edificio, sede di una banca, venne acquistato dalla casa di moda, che lo trasformò, ancor prima della creazione del museo, nel suo quartier generale, ponendo l'archivio nella zona precedentemente adibita a caveau della banca.

## Descrizione

### Museo Gucci (2011-2018)
Nella prima versione il museo era suddiviso in quattro sale a tema, caratterizzate da una struttura espositiva in metallo con delle enormi vetrine, visibilmente sproporzionate rispetto agli oggetti in mostra. Alla base dell'edificio si trovava la Sala Viaggio, in cui erano esposti bauli, valigie e accessori, oltre che una Cadillac bianca rivestita con tessuti Gucci commissionata da Aldo Gucci nel 1979, punto di partenza per la ricostruzione della storia della casa di moda, nata come valigeria e negozio di articoli da viaggio. Il percorso proseguiva al primo piano con la Sala Borse, che raccontava l'evoluzione dei modelli storici, ed al secondo con Logomania, incentrata sulla storia del monogramma del marchio Gucci, e la Sala Evening, dedicata ad una serie di vestiti indossati da famose attrici, tra cui quello scelto dall'americana Hilary Swank per la cerimonia di premiazione degli Oscar nel 2011.                                                                                                                                                                                                                                                                                             Nel 2016 sono state aggiunte due nuove sale dedicate a Tom Ford, stilista americano che ricoprì la carica di direttore creativo della maison dal 1994 al 2004, la prima con capi ready-to-wear donna e uomo, la seconda con accessori.
Nell'edificio si trovava anche il Contemporary Art Space, uno spazio in cui venivano collocate delle installazioni d'arte contemporanea selezionate in collaborazione con la Collezione François Pinault di Venezia, come quelle dell'americana Cindy Sherman, esposte nel 2013. Nel 2015 invece lo spazio ha ospitato la mostra The Language of Flowers, che comprendeva opere incentrate sull'elemento floreale realizzate da ben quattro artisti, la francese Valérie Belin, la sudafricana Marlene Dumas, la marocchina Latifa Echakhch e l'americano Irving Penn.                                                                                                                              Erano presenti infine un caffè ed una libreria specializzata in libri d'arte, moda e fotografia con annesso gift shop, entrambi aperti al pubblico indipendentemente dal museo.
Nel 2014 Gucci lanciò in rete un sito dedicato al museo, permettendo così di osservare virtualmente le esposizioni permanenti e le mostre d'arte temporanee: disponibile in otto lingue ed integrato con i principali social, è stato pensato per rendere accessibile il museo ad un pubblico estremamente più ampio, seppur immateriale.

### Gucci Garden (2018-)
La nuova struttura è incentrata su una grande area espositiva, la Gucci Garden Galleria, costituita da sei sale distribuite su due piani dove è possibile ammirare una serie di articoli appositamente selezionati. Nella prima sala, Guccification, sono esposti alcuni oggetti che rimandano alle varie nuove denominazioni legate alla casa di moda diffuse sui social, come "Guccy", "Guccify" e "Guccification": spicca in particolar modo l'abito ispirato a Simonetta Vespucci, nobildonna rinascimentale ritenuta una delle figure femminili più belle dell'epoca, musa ispiratrice del pittore Sandro Botticelli, che la raffigurò nella Nascita di Venere e nella Primavera, omaggiata da Michele nella sfilata conclusiva della Gucci Cruise 2018 nella Galleria Palatina di Palazzo Pitti.                                                                                                                                                                                                                                                                          Seguono poi Paraphernalia, dedicata ai codici della maison, e Cosmorama, legata alla storica clientela del marchio, che si è sempre distinta per un forte carattere internazionale.  Nel secondo piano si trovano le due sale Rerum Natura, che rievocano l'immagine dei musei di storia naturale, con una particolare attenzione agli animali ed ai giardini, elementi fortemente apprezzati dal direttore creativo Michele: la nuova denominazione del museo rinnovato da quest'ultimo, Gucci Garden, rimanda proprio alla costante presenza del tema della natura nell'estetica dei prodotti della maison. Emblematico in quest'ottica risulta essere il Gucci Flora, foulard realizzato nel 1966 per la principessa di Monaco Grace Kelly, il cui materiale grafico originario dell'illustratore Vittorio Accornero è stato esposto non a caso in tale area.                                                                                                                                                                                                                             Il percorso museale si conclude con un'ultima sala, Ephemera, che ripercorre la storia di Gucci attraverso oggetti, video e ricordi.                                                                                             Le pareti delle sale, tappezzate con la carta da parati Gucci, sono state decorate da alcuni artisti americani ed inglesi strettamente legati all'azienda, come Jayde Fish, che ha prodotto alcuni disegni per vari abiti, Trevor Andrew, specializzato in graffiti, che ne ha personalizzati altri, divenendo il simbolo dell'efficace contaminazione tra moda e street art, e Coco Capitán, fotografa e grafica: su una parete inoltre è possibile ammirare un ritratto ad olio ottocentesco, il Fantino con bambina del pittore milanese Domenico Induno, unica opera d'arte tradizionale situata nel nuovo complesso museale. In seguito è stata inaugurata una period room dedicata alla cantante islandese Björk, esponendo l'abito da lei indossato nel video di un suo singolo, disegnato da Michele, e due maschere, anch'esse utilizzate nello stesso contesto, realizzate dall'artista inglese James Merry, specializzato nel ricamo.
Sono presenti anche un cinema da camera, in cui vengono proiettati film sperimentali, ed un piccolo ristorante, che porta la firma del famoso chef Massimo Bottura, la Gucci Osteria, con pareti decorate con riproduzioni degli stemmi delle corporazioni fiorentine ed i versi di un canto carnascialesco del XV secolo di Lorenzo de' Medici in lettere dorate, la Canzona de' sette pianeti: il locale, gestito dalla giovane cuoca colombiana Ana Karime Lopez offre un ricco menu frutto della contaminazione tra piatti della tradizione emiliana e toscana e portate dal sapore internazionale.                                                                                                      Nel 2019, a meno di due anni dall'apertura, la Gucci Osteria ha ottenuto una stella Michelin in virtù della cucina di qualità offerta alla clientela.                                                                    Al piano terra si trovano poi un bookshop ed una boutique, in cui è possibile acquistare articoli targati Gucci Garden non disponibili in alcun negozio dell'azienda. Anche lo spazio di vendita è stato accuratamente progettato ed arricchito di ornamenti decorativi, tra cui mobili trovati in negozi d'antiquariato, restaurati ed abbelliti con ulteriori decorazioni. Il piano interrato, dove si trova l'archivio storico della maison, non è invece visitabile. All'esterno, sulla facciata dello storico Palazzo della Mercanzia, è collocato il Guccy Eye, un luminescente occhio rosa che simboleggia e rende visibile al pubblico il museo nella grande Piazza della Signoria, attraversata ogni giorno da migliaia di persone, tra cittadini, studenti e soprattutto turisti.
Il Gucci Garden ha ospitato anche manifestazioni culturali, come alcune iniziative legate alla seconda edizione de L'Eredità delle donne (2019), evento dedicato alla celebrazione dei successi del mondo femminile adottando una prospettiva artistica: nel bookshop si è svolto un dibattito sotto la guida di Livia Carpenzano, illustratrice che ha firmato una collezione di articoli resi disponibili esclusivamente al Gucci Garden, mentre nel cinema da camera è stato proiettato il video Appendice per una supplica dell'artista Ketty La Rocca, presentato nel 1972 alla Biennale di Venezia.
Nel 2019 l'esposizione è stata nuovamente rinnovata, a testimonianza della continua rielaborazione messa in atto dai curatori, che hanno saputo conferire all'allestimento museale un carattere estremamente mutevole, aperto al cambiamento nella sua totalità: il nuovo percorso, costituito da sei sale, si apre con Détournement, dominato da un murales realizzato dall'artista giapponese Yuko Higuchi che raffigura una creatura fantastica, una sorta di drago accompagnato da elementi floreali e dal marchio Gucci, dipinto in rosso tra le corna, per proseguire con Bagology, dedicata, come ricorda il nome, alle borse, analizzandone l'evoluzione dagli anni Cinquanta ai modelli contemporanei, e Cosmorama, incentrata sul tema del viaggio. Al secondo piano si trovano invece Ouroboros, che esplora alcuni aspetti del mondo naturale, Cosmic Colours, basata sui colori ricorrenti nelle collezioni Gucci, ed infine Jardin D'Hiver, in cui si insiste nuovamente sul tema della natura, centrale nell'organizzazione complessiva della struttura espositiva: le pareti dell'ultima sala, tappezzate con una carta da parati Gucci bianca in cui sono rappresentati rami, piante ed arbusti con foglie e fiori, sono state pensate proprio per trasmettere allo spettatore la sensazione di trovarsi in un giardino, in linea con la denominazione del complesso museale.                                                                                                                                                                                      Oltre alle sale permanenti, che costituiscono il fulcro dell'esposizione, è presente anche una period room che ospita la mostra Il Maschile - Androgynous Mind, Eclectic Body, che ripercorre come Gucci abbia interpretato e definito la moda maschile nel corso degli anni. Nel Gucci Garden lo spazio è interamente trasformato in arte, facendo immergere lo spettatore in una narrazione continua: i pianerottoli del primo e del secondo piano sono infatti decorati con murales realizzati da MP5, artista poliedrica che ha collaborato con Gucci nella campagna Chime for Change sull'uguaglianza di genere, mentre altri murales dipinti dall'illustratrice inglese Alex Merry impreziosiscono i vali scala dell'edificio raffigurando delle finestre ad arco che si aprono metaforicamente su una Piazza della Signoria reinventata dall'artista, simile in alcuni casi alle rappresentazioni oniriche della pittura surrealista.

## Curiosità
La collaborazione tra Gucci e Massimo Bottura è stata possibile anche grazie ad aspetti non strettamente economici, dal momento che lo chef modenese era stato in gioventù compagno di scuola dell'amministratore delegato di Gucci Marco Bizzarri.
Il Museo Gucci è citato in due romanzi, Inferno dell'americano Dan Brown e L'allodola del canadese Sylvain Reynard, entrambi ambientati a Firenze.